# Carsten Diercks

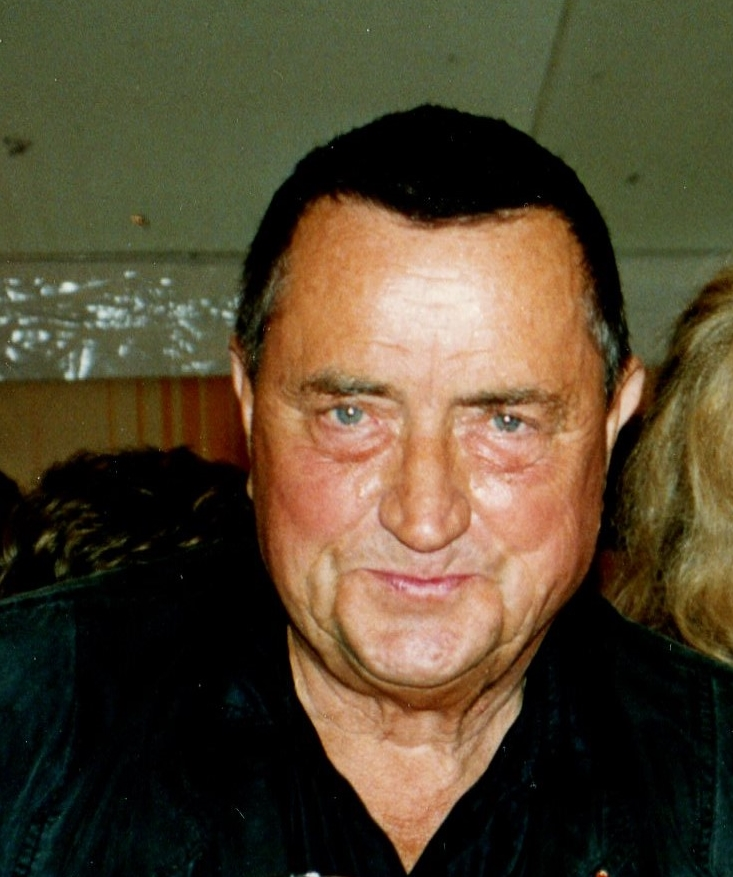
Carsten Diercks. um 1975

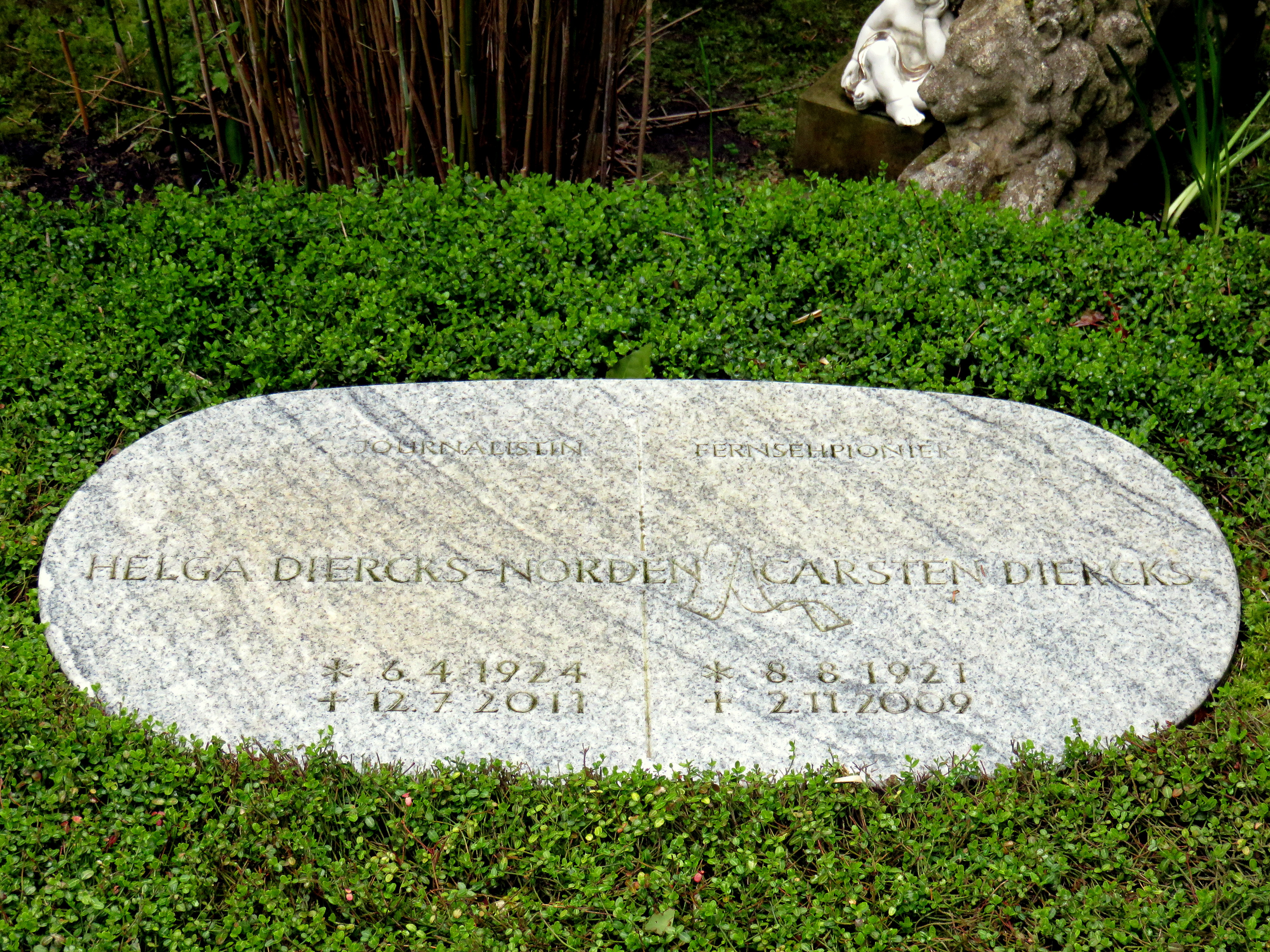
Kissenstein für Carsten Diercks und Ehefrau
beim Garten der Frauen auf dem Friedhof Ohlsdorf

Carsten Diercks (* 8. August 1921 in Kloster Preetz bei Kiel; † 2. November 2009 in Hamburg) war ein deutscher Dokumentarfilmer.

## Leben und Werk
Diercks begann seine Laufbahn nach dem Ende des Zweiten Weltkrieges als Bildjournalist und Mitarbeiter beim Hörfunk im Nordwestdeutschen Rundfunk. 1952 wurde er dann Kameramann beim NWDR. 1953 war er am ersten weltweiten Einsatz des Pilottons beteiligt. Er begann gegen die Auffassung der Leitung der Rundfunkanstalt Dokumentarfilme zu drehen und sollte schließlich an knapp 500 Dokumentationen als Kameramann, Regisseur oder Erster Redakteur mitwirken. Diercks war hierbei maßgeblich an der Herausbildung des Hamburger Stils bei der Erstellung von TV-Dokumentationen beteiligt.
Carsten Diercks war auch im Auftrag der indischen Bundesministerin für Information Indira Gandhi ab 1959 am Aufbau des Fernsehens in Indien als Berater beteiligt. 
Er war mit der CDU-Politikerin Helga Diercks-Norden verheiratet.
Carsten Diercks wurde unter anderem 1985 mit dem Großen Bundesverdienstkreuz ausgezeichnet. 
Zusammen mit seiner Frau Helga Diercks-Norden lebte er bis zu seinem Tod in einem Haus in Hamburg-Lemsahl-Mellingstedt. Beide fanden ihre letzte Ruhestätte auf dem Friedhof Ohlsdorf in Hamburg.

## Filmografie
- 1955: Netz über Bord – Heringsfang auf der Nordsee

## Werke
- Carsten Diercks: „Die Welt kommt in die Stube“. Es begann 1952: die Anfänge des Fernseh-Dokumentarfilms im NWDR/ARD. Diercks, Hamburg 2000.